# Panopsis rectistyla
Panopsis rectistyla är en tvåhjärtbladig växtart som beskrevs av K.S. Edwards. Panopsis rectistyla ingår i släktet Panopsis och familjen Proteaceae. Inga underarter finns listade i Catalogue of Life.